# カロル1世 (ルーマニア王)

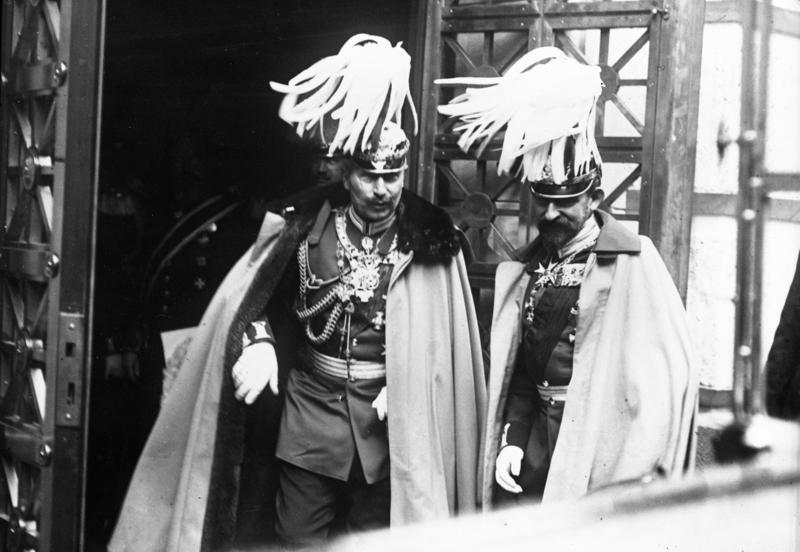
ドイツ皇帝ヴィルヘルム2世(左）とカロル1世(右）両者は親戚関係にあったが、第一次世界大戦で敵味方に分かれ、絶縁する。(1914年）

カロル1世（ルーマニア語: Carol I、1839年4月20日 - 1914年10月10日）は、ルーマニア公（在位：1866年5月22日 - 1881年3月26日）、後に初代ルーマニア国王（在位：1881年3月26日 - 1914年10月10日）。父はホーエンツォレルン＝ジグマリンゲン侯カール・アントン、母はバーデン大公女ヨゼフィーネ。原名はカール・アイテル・フリードリヒ・ゼフィリヌス・ルートヴィヒ（Karl Eitel Friedrich Zephyrinus Ludwig）。

## 生涯
母方の祖母がステファニー・ド・ボアルネ、父方の祖母がマリー・アントワネット・ミュラ（ジョアシャン・ミュラの従妹）とボナパルト家の縁者であったことから、ナポレオン3世と非常に良い関係にあった。生家はカトリック教徒であるものの、ホーエンツォレルン家の縁戚でもあった。当時のルーマニアではフランス留学経験者が政界で活躍しており、ナポレオン3世の推薦もありルーマニア公の後継者としてカールの名が浮上していた。ルーマニア人政治家イオン・ブラティアヌは交渉人をカールと家族の元に送り、ルーマニア公即位の了承を得た。
ルーマニア公国は、アレクサンドル・ヨアン・クザがモルダヴィア公国とワラキア公国の選挙で共通の公に選出されたことから、ヨーロッパ諸国の承認を得て成立した合同公国であったが、クザが退位し亡命した後は混沌とした状況にあった。
カール侯子は偽名を使って（オーストリア帝国が母国と対立関係にあったため）、デュッセルドルフ、ボン、フライブルク、チューリッヒ、ウィーン、ブダペストを鉄道で移動した。ルーマニア国境に着くとブラティアヌが待っており、そこから彼の馬車で移動した（当時のルーマニアには鉄道が敷かれていなかった）。
1866年5月10日、カールはブカレストへ到着した。彼の到着の知らせは電信で国中に知らされ、新しい指導者を熱望していた群衆に歓迎された。カールはフランス語で『私はルーマニアの法を守り、権利の保持と領土の保全をここに誓う』と宣誓した。同年6月29日、ルーマニア議会は最初のルーマニア憲法を採択した。この憲法は当時非常に進んだ内容のものであり、ルーマニア国家の近代化と発展を促進した。憲法は、オスマン帝国への依存を認めないことを採択したため、ルーマニアの完全独立への道が開かれた。第82条には『君主は世襲制であり、カロル1世の子で男子のみがそれを継承する。カロル1世の女子とその子孫に継承権は認めない。カロル1世の後継者は東方正教会信徒でなければならない。』と定められていた。
1877年に独立宣言後、実質的にルーマニアは王国となった。1881年にカールは国王カロル1世として正式に即位した。

### 国王として
カロル1世は自分の興した王朝の威信を絶えず気にしていた。王妃エリサベタは、「彼は眠るときでも王冠を被っている。」と揶揄している。カロルは非常に几帳面で、自分を取り巻く誰に対しても自分のやり方を押しつけようとした。また、ルーマニア公、ルーマニア王として自分の職務に献身的であったけれども、自身のドイツ人としてのルーツを決して忘れなかった。48年間に及ぶ在位期間、カロルはルーマニアが独立を獲得するのを助け、その威信を高め、ほころびが見えていた国の経済を縫い直し、王朝を創設した。カルパチア山脈の町シナヤに彼が建てたドイツ風のペレシュ城は、現在は人気の観光地となっている。露土戦争後、ルーマニアがドブルジャ地方を獲得すると、新しく獲得した地域とを結ぶためフェテシュティとチェルナヴォダの間のドナウ川に橋を架けるよう命じた。

### 治世の終盤
カロル1世の長い治世は、ルーマニア国家の素早い発展に貢献した。しかし、その治世が終盤に向かう頃に第一次世界大戦が始まると、ルーマニア国民の意見が三国協商寄りだったにもかかわらず、ドイツ生まれの王は中央同盟国側に就くことを望んだ。1883年にカロル1世は秘密条約に署名して、三国同盟と手を結んでいた。この条約は、条約の締結国のうち一国がロシア帝国を攻める際にのみ有効とされたが、カロルはドイツ帝国を支援する戦争に加わることは名誉なことだと説得されていた。 
カロルがルーマニア人政治家と意見を同じくすべく、閣僚に秘密条約について話したことから、緊急事態による会合が政府閣僚らによって開かれた。カロルが直面した意見の大きな不一致は、1914年10月10日（グレゴリオ暦では9月27日）の彼の急死を招いたといわれている。王位継承予定者フェルディナントは、イギリス王女である妃マリア（旧名メアリー・オブ・エディンバラ）の影響下にあり、彼はさらに世論に耳を傾けようとした。

### 家族と後継者問題
ルーマニア公に選出されたとき、カロルは独身であった。彼が承認したルーマニア憲法では、王がルーマニア人女性と結婚することは許されなかった。1869年、カロルは妃探しの目的で欧州、主としてドイツを旅行した。この旅行で彼はヴィート公ヴィルヘルム・カールの長女エリーザベト（ルーマニア語名エリサベタ）と会い結婚した。2人の結婚は史上最も不完全な結婚の一つとされた。エリサベタが夢見がちな女性だと評判が悪い一方、カロルは冷たい性格で、打算的な人物であった。夫婦の間には1871年に長女マリアが生まれたが、1874年に夭折した。この出来事がさらに国王夫妻を疎遠にする結果となり、エリサベタは一人娘を失ったトラウマから立ち直ることがなかった。
1881年に王国が成立すると、王位継承問題が最も重要な国家問題となった。カロルの兄レオポルトとその長男ヴィルヘルムは継承を辞退し、レオポルトの次男フェルディナントがカロルの後継者となった。エリサベタは、自分のお気に入りの女官エレナ・ヴァカレスクを義理の甥と結婚させようと働きかけた。フェルディナントとエレナが相思相愛となった結果、事態を重く見たカロルによってエリサベタは2年間国外へ出された。フェルディナントもエレナとの関係を絶たれ、イギリス女王ヴィクトリアの孫娘メアリー・オブ・エディンバラ（ルーマニア語名マリア）と結婚した。
カロルとエリサベタは、晩年になって互いを理解し合い、良い友人関係になったとされている。